# 阿波罗12号
阿波罗12号（英語：Apollo 12）是阿波罗计划第六次载人任务和第二次登月，火箭1969年11月14日从佛罗里达州肯尼迪航天中心起飞。指令长皮特·康拉德与登月舱驾驶员艾伦·宾在月表停留一天零七小时，指令舱驾驶员理查德·戈尔登留在月球轨道。
根据原计划，如果阿波罗11号登月失败，阿波罗12号就要完成人类首次登月。尼尔·阿姆斯特朗踏上月球后，阿波罗12号延后两个月，其他阿波罗任务的时间表也调整得更加充裕。阿波罗12号发射前，用于地质训练的时间更充足，康拉德与宾在准备期间多次开展地质实地考察。阿波罗12号的太空船与发射火箭和阿波罗11号基本相同，为方便康拉德与宾在月表休息增加吊床。
发射当天阴雨绵绵，阿波罗12号起飞后马上遭遇两次闪电导致仪表故障，所幸没有造成什么损伤。数据中继故障在切换辅助电源后解决，从失败边缘挽救任务，除此以外本次月球之旅基本没问题。11月19日，康拉德与宾在月表精确着陆，距1967年4月20日着陆的測量員3號探测器仅步行距离。精确着陆表明航空航天局未来可以确保宇航员在更具科研价值的地点降落。康拉德和宾携带包含大量核能科学仪器的月表实验数据包，还有首次随阿波罗任务飞上月球的彩色电视摄像头，但宾不慎将镜头对上太阳導致传感器被毁，摄像头无法工作。两人第二次月球漫步时前去查看测量员3号，并拆下部件带回地球。
“无畏号”登月舱11月20日从月表起飞并对接指令舱，随后返回地球，阿波罗12号任务随11月24日航天器濺落南太平洋结束。

## 宇航员与关键任务控制人员
| 岗位         | 宇航员                           | 宇航员                           |
| ------------ | -------------------------------- | -------------------------------- |
| 指令长       | 皮特·康拉德 第三次飞行           | 皮特·康拉德 第三次飞行           |
| 指令舱驾驶员 | 理查德·戈尔登 第二和最后一次飞行 | 理查德·戈尔登 第二和最后一次飞行 |
| 登月舱驾驶员 | 艾伦·宾 第一次飞行               | 艾伦·宾 第一次飞行               |

阿波罗12号三名宇航员均出身海军，任务开始时指令长皮特·康拉德39岁，1953年获普林斯顿大学航天工程学士学位后当上海军飞行员，在帕图森河海军航空站美国海军试飞员学校毕业。康拉德1962年入选第二组宇航员，1965年随双子座5号飞上太空，1966年任双子座11号指令长。指令舱驾驶员理查德·戈尔登40岁，同样在1953年当上海军飞行员，曾获華盛頓大學化学学位并在帕图森河海军航空站试飞员学校毕业。1963年入选第三组宇航员后，戈尔登曾与康拉德一起执行双子座11号任务。
阿波罗12号原定登月舱驾驶员克里夫顿·威廉姆斯1967年10月驾驶的T-38教练机在塔拉赫西坠机，威廉姆斯当场丧生。康拉德曾打算邀请在试飞员学校任教时的学员艾伦·宾加入，航空航天局飞行任务成员办公室主任迪克·斯雷顿表示宾忙于阿波罗应用计划无法参与。康拉德在威廉姆斯出事后再度提出请宾加入，斯雷顿终于同意。宾也是海军飞行员，1955年从德克萨斯大学毕业并获航空工程学位，1963年与戈尔登一同入选第三组宇航员，随阿波罗12号首次飞上太空时37岁。三名宇航员1969年还曾是阿波罗9号替补队员。
阿波罗12号替补队员分别是指令长大卫·斯科特、指令舱驾驶员阿尔弗莱德·沃尔登、登月舱驾驶员詹姆斯·艾尔文，三人后随阿波罗15号登月。水星和双子座计划期间，每次太空任务都包括主要和替补两组人员。但阿波罗9号指令长詹姆斯·麦克迪维特认为各组人员需到全美各地设施训练，可能错过会议，斯雷顿于是为阿波罗计划增加人称支持队伍的第三组人员。支持人员按指令长要求提供协助，大多资历较浅，负责整理并及时更新任务规则、飛行計劃和检查清单。阿波罗12号的支持人员是杰拉德·卡尔、爱德华·吉布森、保罗·维兹，飞行指导是杰拉尔德·格里芬（第一班）、皮特·弗兰克（第二班）、克利福德·查尔斯沃思（第三班）、米尔顿·温德勒（第四班）。阿波罗计划飞行指导的任务只有一句话：“采取任何必要措施确保乘组安全和任务成功”。航天器通讯员分别是斯科特、沃尔登、艾尔文、卡尔、吉布森、维兹、唐·林德。

## 准备

### 挑选着陆点
阿波罗12号挑选着陆点的过程受阿波罗11号影响很大。阿波罗11号的预选着陆点需满足严格标准，必须靠近月球赤道，不能在地球可见的月表以外，月面还要比较平坦，不会对登月舱降落及起飞构成重大障碍。相比之下，科研价值不属优先考虑项目。航空航天局用月球軌道計畫无人探测器拍下月表高分辨率照片，以求找到理想着陆点。如果任务延误或日正当中导致原定位置光线太亮，不适合月表作业，阿波罗11号还可以选择西侧着陆点。发射一旦取消就需至少三天重新部署，导致阿波罗11号五个原定着陆点只有三个合适，最后选定的静海最靠东。如果阿波罗11号任务失败，阿波罗12号就是首次登月，所以两队宇航员都针对相同地点着陆训练。
阿波罗11号登上月球后，航空航天局计划阿波罗12号在静海西侧的中央灣着陆，但规划协调杰克·塞维尔与休斯顿载人航天中心工程师主张尽量靠近1967年測量員3號探测器着陆形成的陨石坑，以便宇航员拆部件带回地球。这里适合着陆而且有科研价值，但阿波罗11号偏离着陆点较远，部分高管担心阿波罗12号也会如此，宇航员走不到探测器附近，令航空航天局丢人现眼。未来阿波罗任务的探测计划如果成行，精确着陆至关重要，所以在两个选址委员会成员一致反对下，阿波罗项目主管塞缪尔·菲利普斯仍于1969年7月25日指定着陆点，后称“测量员陨石坑”。

### 训练与准备

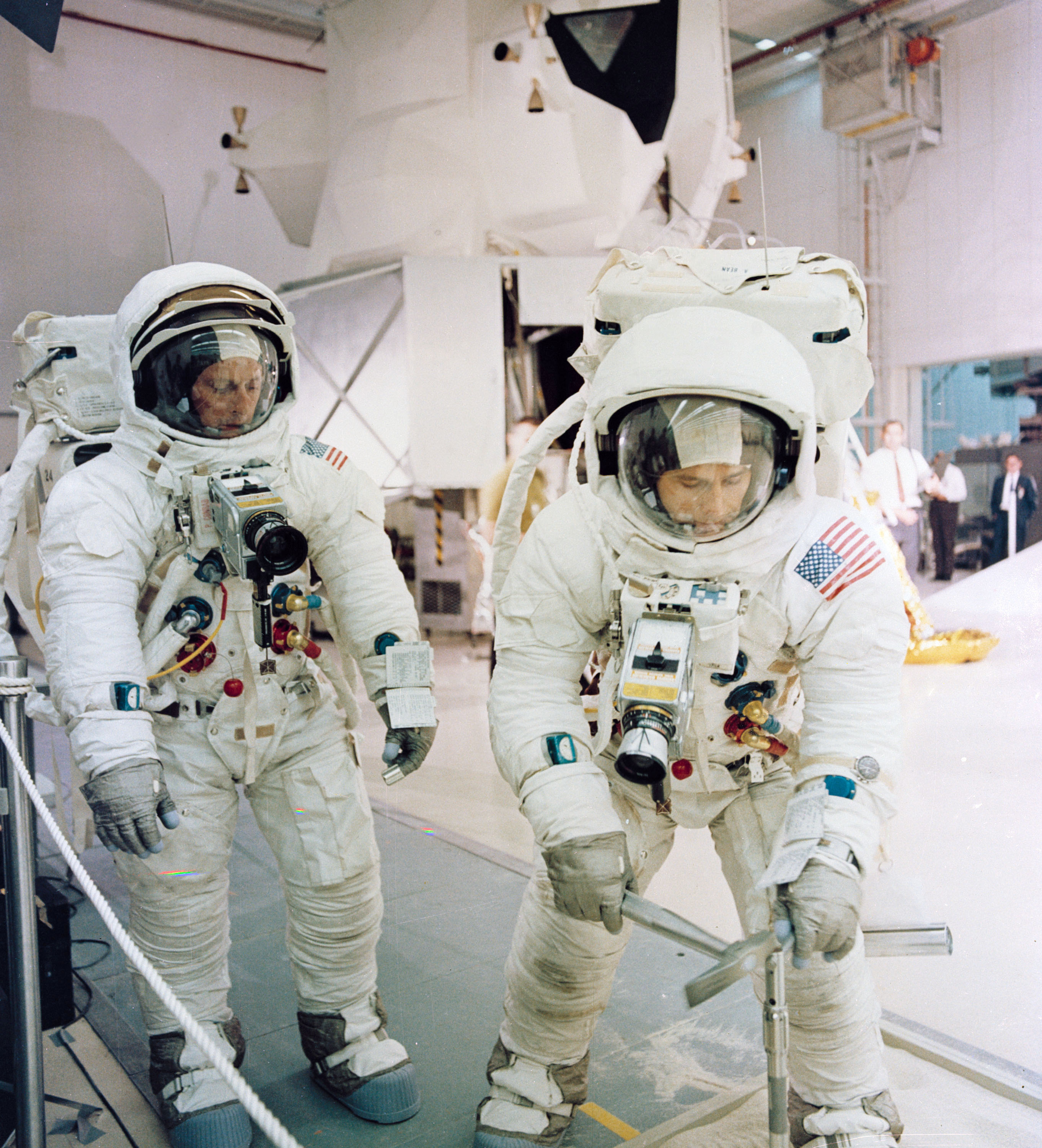
康拉德与宾任务前为月表活动排练

每位阿波罗12号宇航员为任务训练上千小时，训练时间是预计任务时间五倍以上。康拉德与宾针对具体任务的培训时长远超阿波罗11号宇航员尼尔·阿姆斯特朗和巴兹·奥尔德林，两人身为阿波罗9号替补队员期间还曾训练1500小时。阿波罗12号每名宇航员在指令舱与登月舱模拟器训练四百多小时，部分模拟与任务控制中心飞行控制人员和设备实时连接。康拉德为练习登月驾驶登月训练飞行器，阿姆斯特朗1968年驾驶同类设备时遇到事故，所幸在坠毁前逃生，但航空航天局还是继续安排该设备训练。如果阿波罗11号失败，阿波罗12号计划在1969年9月发射。阿姆斯特朗登上月球后，阿波罗12号推迟到11月，其他阿波罗任务的时间表也调整得更加充裕。
康拉德获选担任阿波罗12号指令长后不久就与航空航天局地质学家碰面，称新任务的月表活动训练时间远超阿波罗11号，只是不会有媒体宣传和参与。他觉得双子座任务期间媒体行事有欠体面，阿波罗11号唯一的地质实地考察几乎一事无成，在场的大量媒体有些直接妨碍任务，悬停直升机导致宇航员根本听不到彼此的话。1969年7月阿波罗11号凯旋，阿波罗12号任务的地质培训时间增多，但阿姆斯特朗等人功成身退也意味着康拉德一行需重点关注模拟器训练。阿波罗12号宇航员共六次开展地质实地考察模拟月表作业，收集样板并以照片记录，同时与附近帐篷里的航天器通讯员和地质学家交流，众人随后评估宇航员收集样本和拍照的表现。科研人员反复调整照像记录程序，令宇航员颇感厌烦，如此反复四五次后康拉德终于叫停。阿波罗11号溅落后，康拉德等人查看月岩样本并听取科研人员介绍。

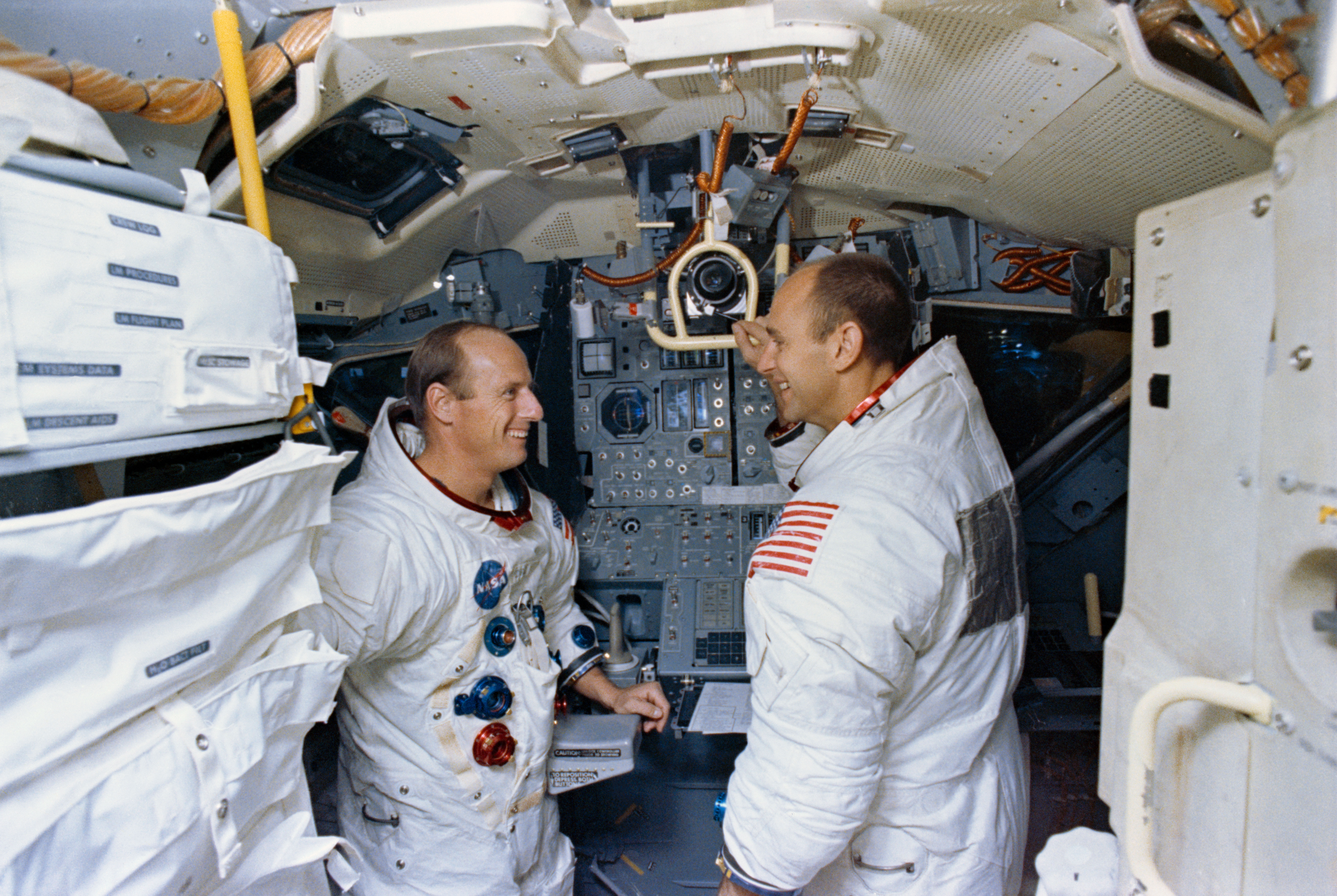
康拉德与宾在登月舱模拟器训练

阿波罗11号旨在寻找椭圆形区域登月，没有预定着陆点，指定任务在宇航员实验选择的位置完成，没有地质勘测计划。航空航天局地质科研组部分人员在阿波罗12号任务前与康拉德一行会晤，提出由他们为指令长和登月舱驾驶员预选路线。地质组最后根据四个潜在着陆点设计四条路线，此举为今后阿波罗任务的地质堪探任务规划打下基础，由众多机构共同参与并完成大量工作。
登月舱LM-6各部件于1969年3月24日运到肯尼迪航天中心，4月28日完成拼装。3月28日指令舱CM-108与服务舱SM-108抵达，4月21日装好。安装齿轮并完成各项测试后，顶端载有太空船的发射火箭于9月8日拉到39A发射台。训练周期按计划在11月1日完成，此后的练习用于温故知新。康拉德一行认为这些训练整体而言对登月任务准备非常充分。

## 硬件设施

### 发射火箭

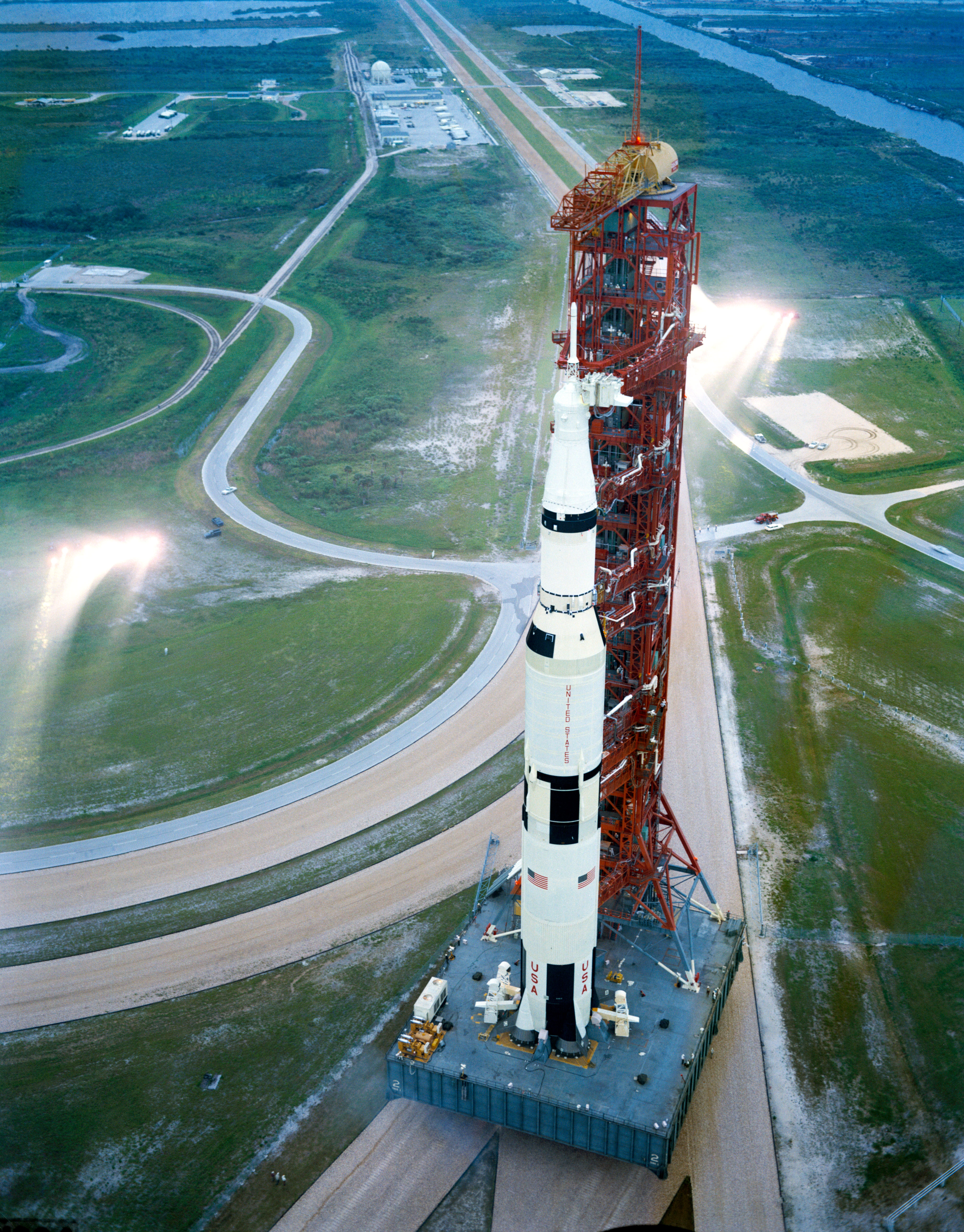
1969年9月SA-507火箭运往发射台

与阿波罗11号相比，新任务的土星5号运载火箭SA-507基本不变。新火箭的仪器测量次数达1365，比阿波罗11号多17次。火箭和太空船发射时共重294万2790公斤，超阿波罗11号4475公斤。太空船重49915公斤，比阿波罗11号多180公斤。
火箭第三级S-IVB计划在登月舱分离后抛入太阳轨道，辅助推进器点火并利用月球重力助推第三级火箭进入太阳轨道。但因计算错误，S-IVB飞过月球时位置太高，无法达到地球逃逸速度。第三级火箭在半稳定的地球轨道一直停留至1971年脱离，31年后又短暂回归地球轨道。业余天文学家楊光宇发现后为其命名J002E3，但后来认定这是人造物体。2021年阿波罗12号第三级火箭又进入地球轨道，下一次地球引力捕获至少要到21世纪40年代。后来登月任务的第三级火箭用于撞击月面，相当于用已知质量和速度的物体撞击月球已知方位，撞击过程可用于校准宇航员留在月表的地震仪，提供月球结构数据。

### 太空船

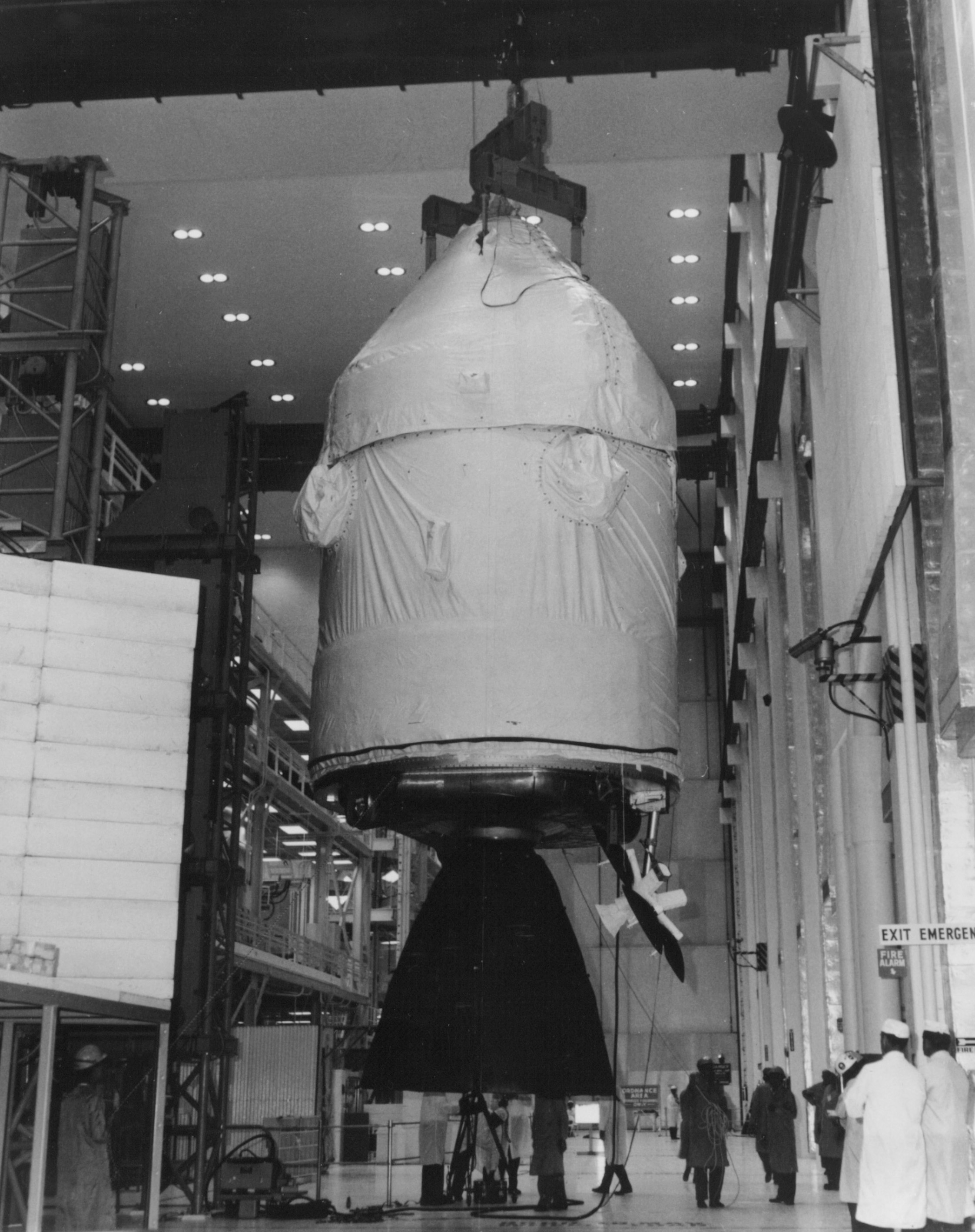
1969年6月30日，阿波罗12号服务与指令舱测试

阿波罗12号太空船包含108号指令舱、108号服务舱（两者组成108号服务与指令舱，简称CSM-108）、6号登月舱、发射逃生系统、航天器与登月舱对接适配器SLA-15。发射逃生系统有三台火箭发动机，如果发射升空时任务中止就会将指令舱送往安全地点。航天器与登月舱对接适配器包含登月舱，并提供设备用于连接运载火箭。阿波罗11号的航天器与登月舱对接适配器完全相同，但新发射逃生系统的发动机点火器更可靠。
服务与指令舱的无线电台呼号是“洋基快艇号”，登月舱“无畏号”。三名宇航员均出身海军，从航天器主承包商工作人员提出的成千上万个选项里选出两个，均与海洋关系密切。服务与指令舱承建商北美航空的飞行试验工程师乔治·格拉肯提议“洋基快艇号”，取意“庄严雄伟地在公海航行，充满新美国的自豪与威望”。登月舱建造商格鲁门公司策划罗伯特·兰伯特提出“无畏号”，意在激发“国家继续探索太空的坚定决心，突出宇航员的坚韧不拔和吃苦耐劳”。
阿波罗11与12号的服务与指令舱、登月舱差异很小，阿波罗11号指令舱饮水机的氢分离器效果不佳，阿波罗12号改装在贮水箱前，防止气体进入饮水箱，以免宇航员再像阿姆斯特朗等人一样肠胃严重胀气。回收环结构加强，太空船溅落后的回收程序简化，无需加装辅助环。登月舱结构微调，方便宇航员把科学实验数据包带到月表部署。新增吊床便于宇航员在月表休息，阿波罗11号使用的黑白电视摄像头由彩色取代。

### 阿波罗月面实验装置

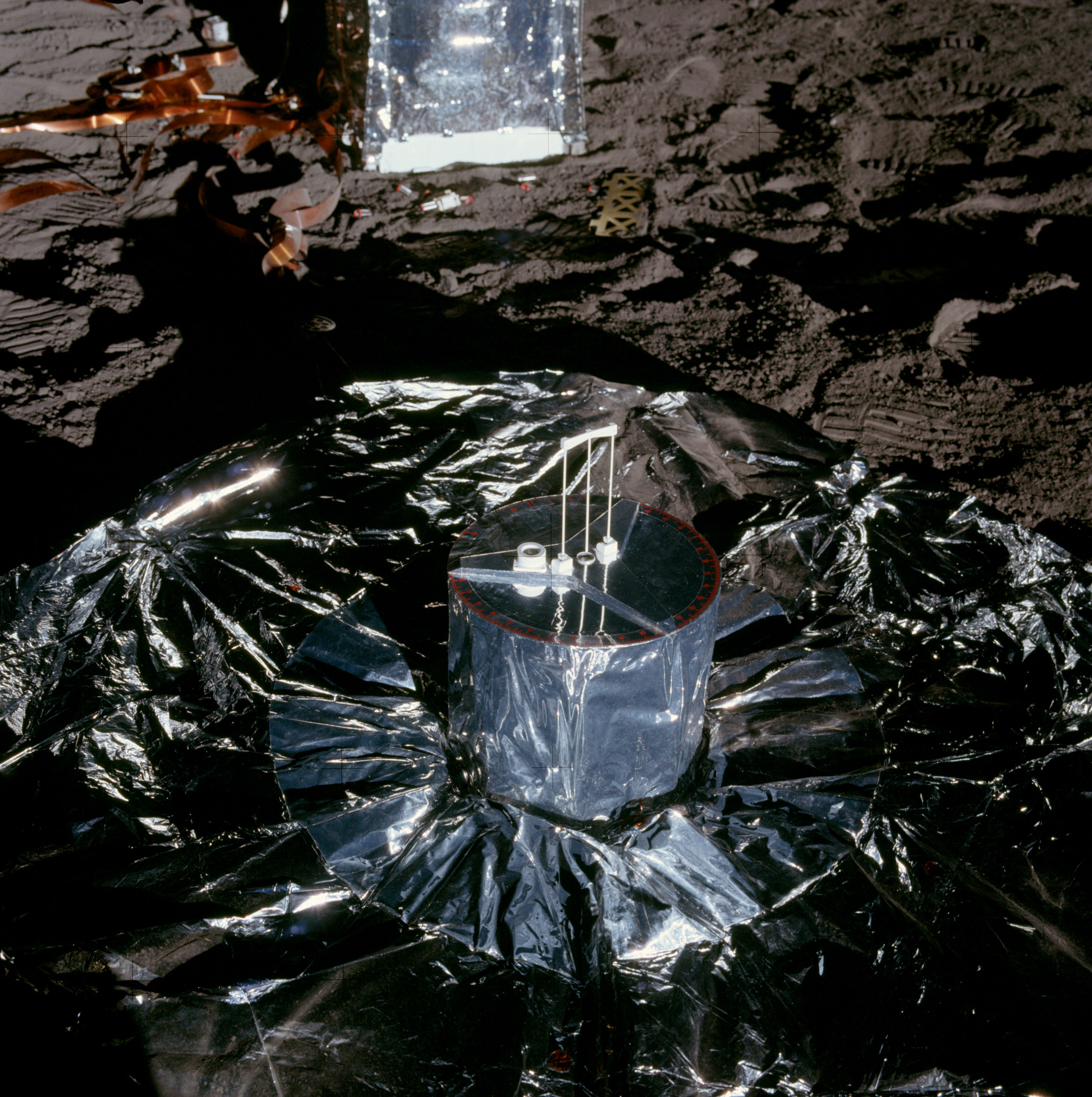
阿波罗12号被动地震实验

阿波罗月面实验装置是科学仪器套装，计划由宇航员装在月表后自动运作，向地球发送数据。科学界部分人士反对载人登月，认为机器设备探索更加经济。航空航天局为此开发阿波罗月面实验装置，证明部署仪器等任务需要人工操作。1966年，本迪克斯公司取得阿波罗月面实验装置设计与制造合约。阿波罗11号宇航员在月表停留的时间不多，所配实验装置较少，称为早期阿波罗月面实验装置。新任务首次携带完整的阿波罗月面实验装置，此后每次登月任务都有，但内容不一。登月舱从月表起飞，把宇航员送回绕月轨道时会激起尘土及各种垃圾，为避免仪器受损，阿波罗月面实验装置至少要部署在90米外。

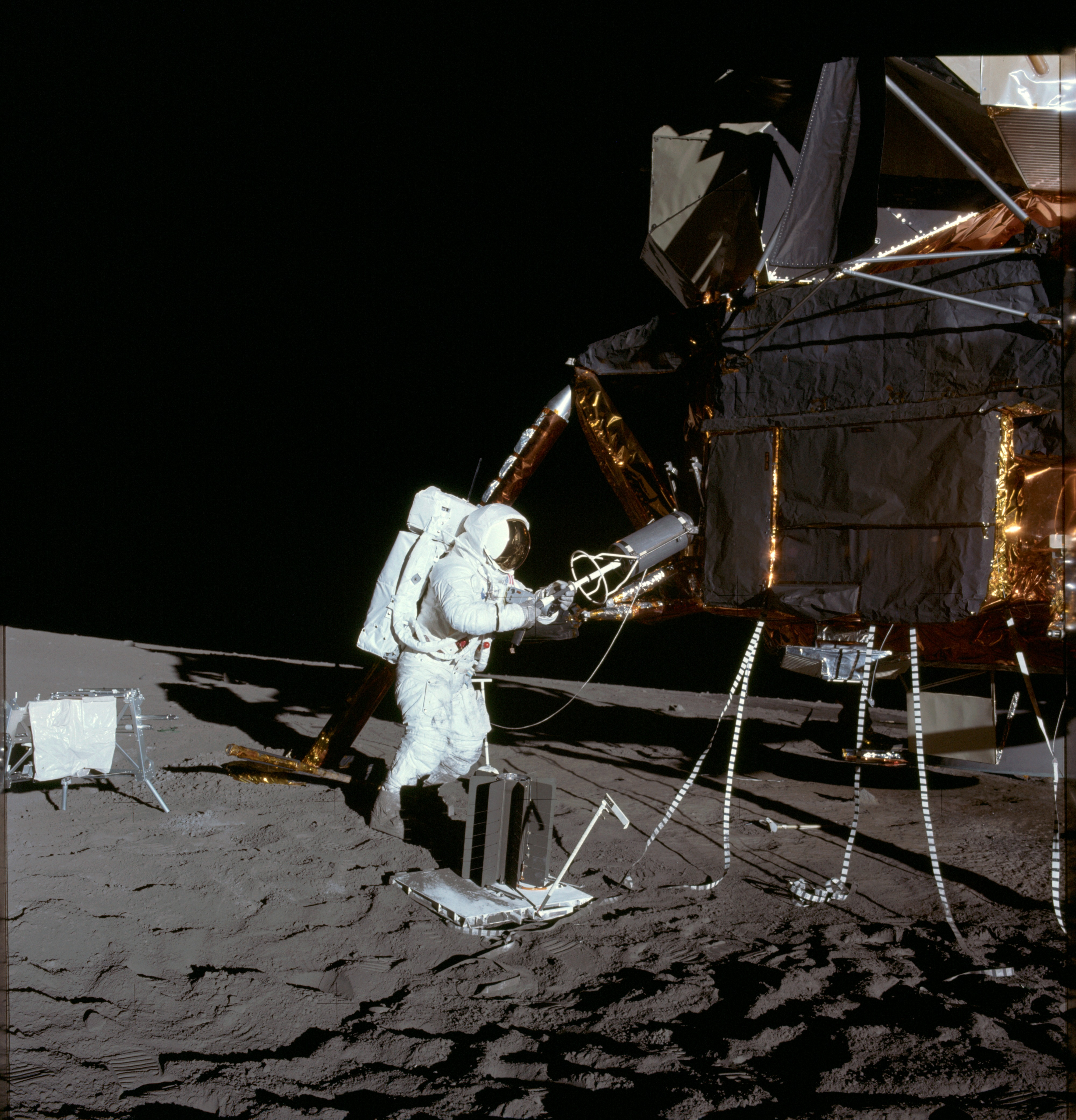
宾为核辅助发电机安装燃料组件

康拉德与宾携带的阿波罗月面实验装置设备众多。月表磁强计用于测量月表磁场；月球大气探测器又称冷阴极电离真空计，用于测量月球稀薄大气的密度、温度及其变化；月球电离层探测器又称带电粒子月球环境探测器，旨在研究月球大气所含带电粒子；太阳风分光计用于测量月表太阳风强度和风向；独立式太阳风成分探测器计划在宇航员部署后分析太阳风组成，随后带回地球。灰尘探测器用于测量仪器表面累积的月球尘埃，阿波罗12号被动地震仪用于测量月震及其他月球地壳活动，阿波罗12号登月舱上升段抛弃后计划坠落地震仪附近，相当于已知质量和速度物体撞击月球已知方位，预计冲击力相当于一吨TNT炸药爆炸。
阿波罗12号所留月面实验装置与包含发射器、接收器、定时器、数据处理器、配电与实验控制设备的中央站相连。美国原子能委员会开发的放射性同位素熱電機、核辅助电力系统SNAP-27为实验设备供电。电机用钚作燃料，这也是航空航天局载人航天器首次使用原子能，此前只有航空航天局卫星和军用卫星用过类似设备。钚核放在登月舱着陆架所附盒内，盒子经过特殊设计，如果任务中止还能耐受再入考验把核原料带回地球，只不过航空航天局觉得阿波罗12号任务应该不可能中止。阿波罗13号发生故障后，盛放钚核的盒子顺利通过再入并沉入太平洋汤加海沟，而且没有发现辐射泄露。
1969年11月19日，阿波罗12号的月面实验装置从地球启动，但月球大气探测器的供电很快发生故障，仅发出少量可用数据。月表磁强计与阿波罗15号部署的同类设备均在1974年6月14日停用，所有供电正常的阿波罗月面实验装置持续运作至1977年9月30日，预算限制是关闭主因。

## 任务经过

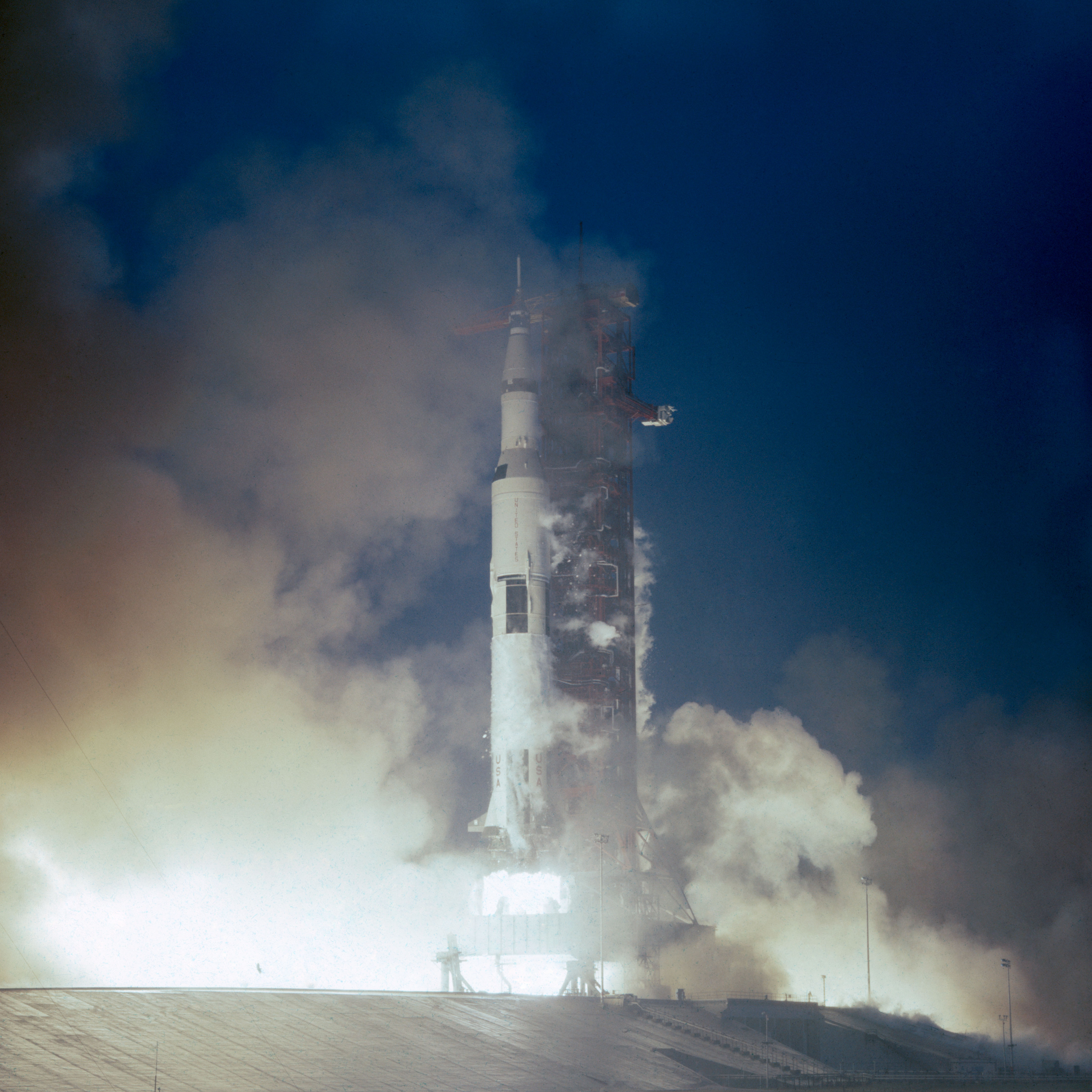
1969年11月14日，阿波罗12号从肯尼迪航天中心发射

### 发射
阿波罗12号是美国总统首次见证载人航天器发射，理查德·尼克松总统与斯皮罗·阿格纽副总统出席，火箭按1969年11月14日11点22分预计时间从肯尼迪航天中心起飞。三小时四分钟的发射窗口从此刻开始，能确保航天器在最佳照明条件下抵达月球预定着陆点。天空阴雨连绵，火箭爬升期间风速达每小时280.9公里，比其他阿波罗任务都高。航空航天局曾规定火箭不应朝积雨云发射，但工作人员后来认定发射火箭从未冲入积雨云，上述规则取消。如果任务延迟，阿波罗12号至少要推迟到11月16日发射，在远离测量员3号的后备地点着陆。鉴于阿波罗11号凯旋令航空航天局登月的时间压力大减，新任务也可能推迟到12月以便保持在测量员陨石坑旁着陆。
点火36.5秒后火箭因自身原因遭遇雷击，静电放电令电压瞬变，三个燃料电池全部下线，太空船此时全靠电池供电，而电流强度无法满足所需。火箭升空52秒再次遭遇雷击，“八球”姿态指引仪失效。任务控制中心遠測数据混乱，但土星五号飞行正常，显然闪电没有影响同服务与指令舱独立的火箭导航系统。宇航员看到意外红色示警板，上有警告和警示灯闪烁，但无从判断具体情况。
此时正在任务控制中心的电气、环境与耗材主管约翰·亚伦想起测试时遇到类似遥测故障，当时断电导致服务与指令舱信号调节电子设备故障，无法把仪器原始信号转换成任务控制中心控制台能显示的数据，他还记得故障的解决办法。亚伦拍板要求将信号调节电子设备改用后备电源，切换开关颇为冷门，飞行指导格里芬、航天器通讯员卡尔、指令长康拉德都不知道在什么位置、长什么模样，只有身为登月舱驾驶员和航天器工程师的宾知道并按亚伦要求操作，遥测随即恢复，表明没有重大故障。宾装回燃料电池，任务继续。进入地球中继轨道后，宇航员仔细检查太空船，随后三级火箭S-IVB再度点火开始地月转移，事实证明闪电没有造成无法修复的严重损伤。
航空航天局一度担心闪电导致打开指令舱降落伞舱的爆炸螺栓损坏，如果当真如此，那么无论是马上在地球轨道中止任务，还是继续登月直到返回，康拉德一行都生还无望，任务控制中心决定隐瞒。所幸航天器溅落太平洋时降落伞一切正常。

### 地月转移轨道

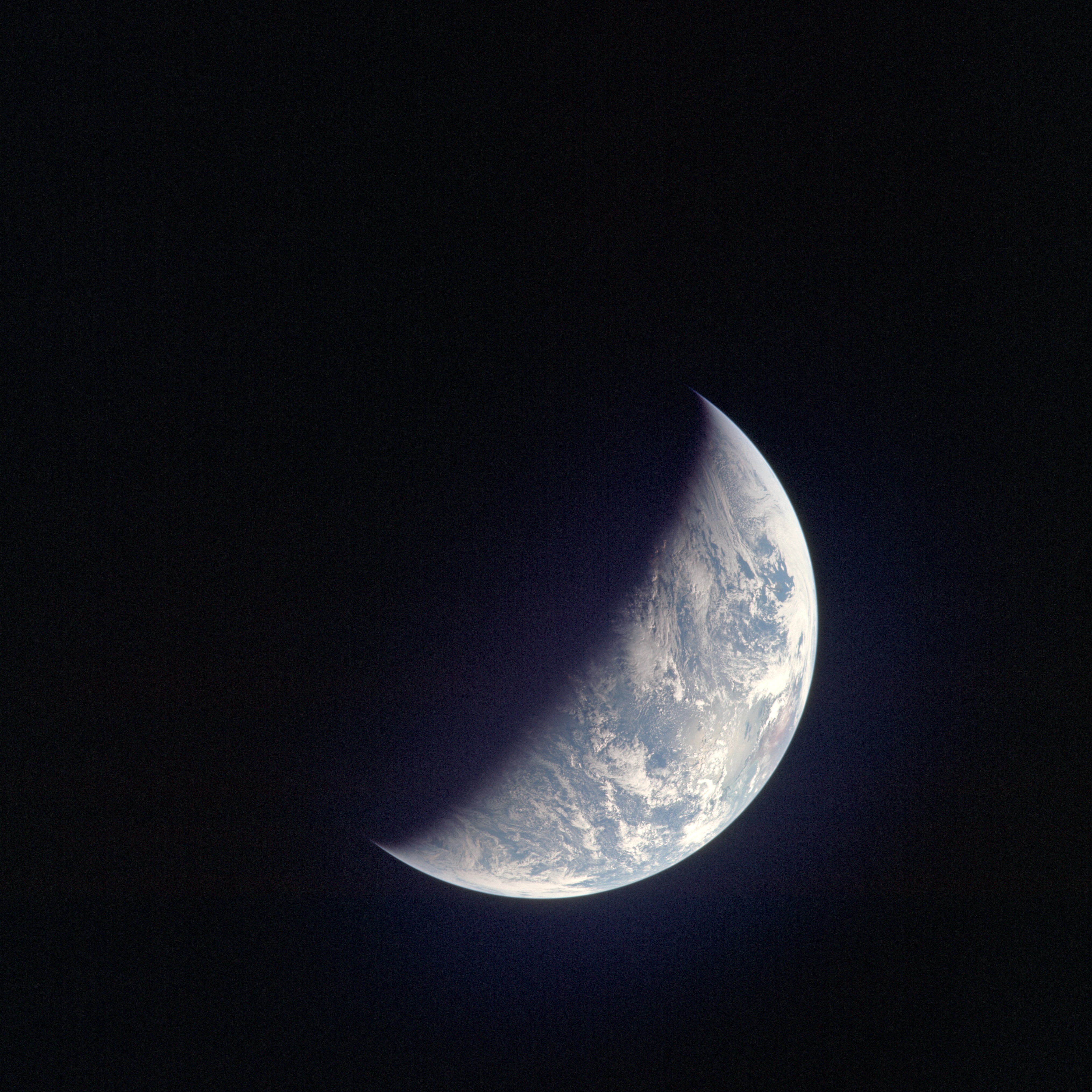
阿波罗12号飞向月球期间拍下地球照片

鉴于两次雷击，火箭停在地球轨道时宇航员的系统检查特别小心。任务开始两小时47分22.8秒后S-IVB三级火箭点火开始地月转移，太空船飞向月球。一小时二十分后，服务与指令舱同三级火箭分离，戈尔登随后将舱体换位，对接登月舱并移出，完整的阿波罗太空船至此与火箭全面分离，三级火箭此后飞向太阳轨道。阿波罗11号在此阶段启动服务舱推进器，令太空船远离火箭，阿波罗12号改成火箭发动机点火飞离太空船。
康拉德与宾任务第一天就提前进入登月舱检查，确保雷击没有严重损伤各项功能，所幸一切正常。起飞30小时52分44.36秒后，宇航员执行地月转移期间必须的唯一一次中途校正，令航天器进入不可自由返回地球的混合轨道。此前的载人登月任务采用自由返回轨道，如果航天器发动机未能按需点火进入绕月轨道就能方便返回地球。阿波罗12号是第一架采用非自由返回混合轨道的载人航天器，返回地球前至少需要再点火一次，如果服务舱推进系统失效还能用登月舱下降段推进系统达成。采用这种轨道能更灵活地规划任务，例如阿波罗12号就能在白天发射并按时抵达计划着陆点。此外，采用非自由返回混合轨道也意味着阿波罗12号从地月转移轨道进入绕月轨道的耗时延长八小时。

### 绕月轨道与登月

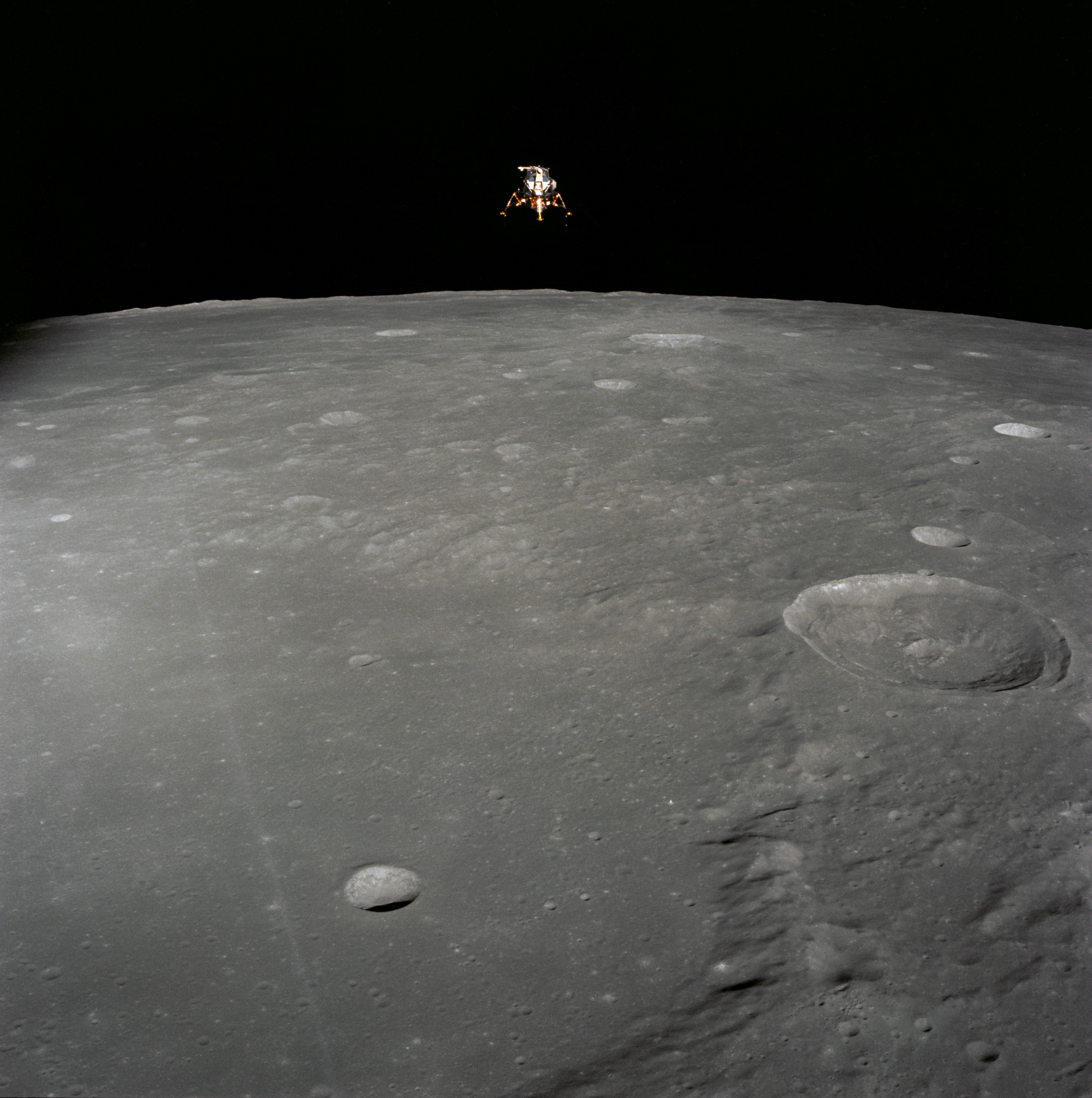
月球上空的“无畏号”登月舱，阿摩尼奧斯隕石坑偏左下，尺寸远不及最右侧的赫歇尔陨石坑。理查德·戈尔登在“洋基快艇号”指令舱摄制

任务开始83小时25分26.36秒后，阿波罗12号服务推进系统点火352.25秒，把太空船带入315.2公里乘114.2公里的绕月轨道。绕月第一圈的电视信号传送提供高质量月表视频，第三圈时航天器点火，令轨道缩小至122公里乘101.1公里，第四圈时再度点火准备登月。火箭起飞107小时54分2.3秒后服务与指令舱同登月舱脱开，半小时后服务与指令舱点火拉开距离。服务与指令舱部分推进器点火14.4秒，与登月舱距离拉至4.1公里，登月舱此时点火飞向下方轨道准备登月。
任务开始109小时23分39.9秒后，登月舱下降段推进器点火并保持29秒来降低轨道，随后的动力降落月表耗时717秒，从火箭升空110小时20分38.1秒后开始。此前训练表明登月舱按程序转向时康拉德应该能看到众多陨石坑组成的“雪人”图案，测量员陨石坑在中间。康拉德担心看不到任何足以辨认的物体，结果在预定位置看到“雪人”时颇感惊讶，这也说明登月舱完全遵循预订路线。他采用手动控制，计划像模拟训练一样在航空航天局戏称“皮特停车场”的测量员陨石坑附近着陆。原定着陆点地势比预期崎岖，康拉德经过机动于协调世界时1969年11月19日6点54分36秒、任务时间110小时32分36.2秒着陆，登月舱距测量员3号仅163米，在测量员探测器附近精确着陆的任务目标至此完成。
着陆点月面座標南纬3.01239°、西经23.42157°。着陆令月表砂尘高速喷向测量员3号，事后认定此举刮落的砂尘更多。宇航员可以看到表面薄层令探测器呈棕褐色，经过高速砂尘冲刷的部分色泽变浅，更接近探溅器本来的白色，说明刮落砂尘后恢复原色。

### 月表活动
康拉德在前几组宇航员里身材最矮，踏上月表时他的第一句话是：“哇哦！哥们儿，这步对于尼尔（·阿姆斯特朗）来说或许很小，但对我已经很长啦”。康拉德曾与记者奥里亚娜·法拉奇打赌五百美元会在月表说出这番话，法拉奇打赌前曾询问航空航天局，阿姆斯特朗登月时的话是否源自该机构指示。康拉德后来表示一直没拿到这五百美元。

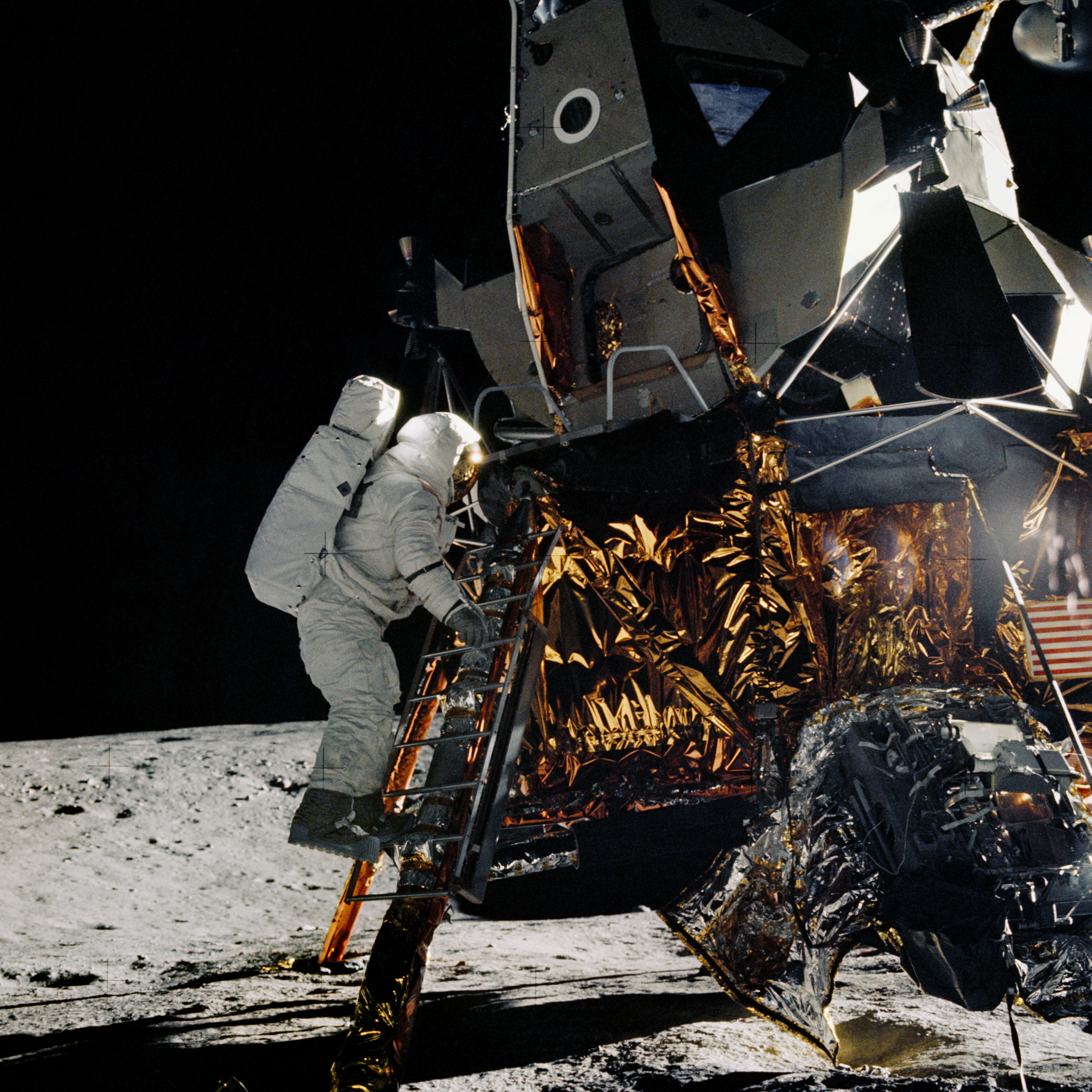
宾准备登月

阿波罗11号带上月表的是单色摄像机，阿波罗12号为提升电视转播画面品质改用彩色摄像机。宾把摄像机带到登月舱旁的安装位置，无意间将镜头直接朝向太阳，导致二次电子传播显像管被毁，任务的电视转播几乎马上中止。
美国国旗在月表升起后，康拉德与宾用第一次月球漫步的剩余大部分时间部署阿波罗月面实验装置，期间只遇到小问题。核辅助电力系统所需钚燃料元件在保护匣卡住，无法顺利取出，宾最后只能用锤敲松元件。部分月面实验装置很难装，但宇航员全部克服。宇航员走回登月舱时，被动地震仪已能探测脚步。康拉德与宾用岩心管及其他手段采集样本。第一次舱外活动共持续3小时56分3秒。
火箭起飞前，航空航天局针对登月舱潜在着陆点共规划四条路线。阿波罗12号着陆点在两个预定位置之间，休斯顿科研人员趁首次月球漫步以随后的休息时间把两条路线合并，康拉德与宾可以从着陆点前往。新路线基本呈圆形，宇航员在第一次舱外活动后约休息13小时，再度出发时第一站是距登月舱约91米的雪人头陨石坑。宾抵达后发现指令长脚印令月壤掩埋的喷出物露出月表，说明北面370公里处的哥白尼环形山喷出物落在此地，这正是科研人员检视俯拍照片后希望找到的东西。任务结束后，地质学家利用雪人头陨石坑样本初步确定哥白尼环形山是由约8.1亿年前的撞擊事件形成。

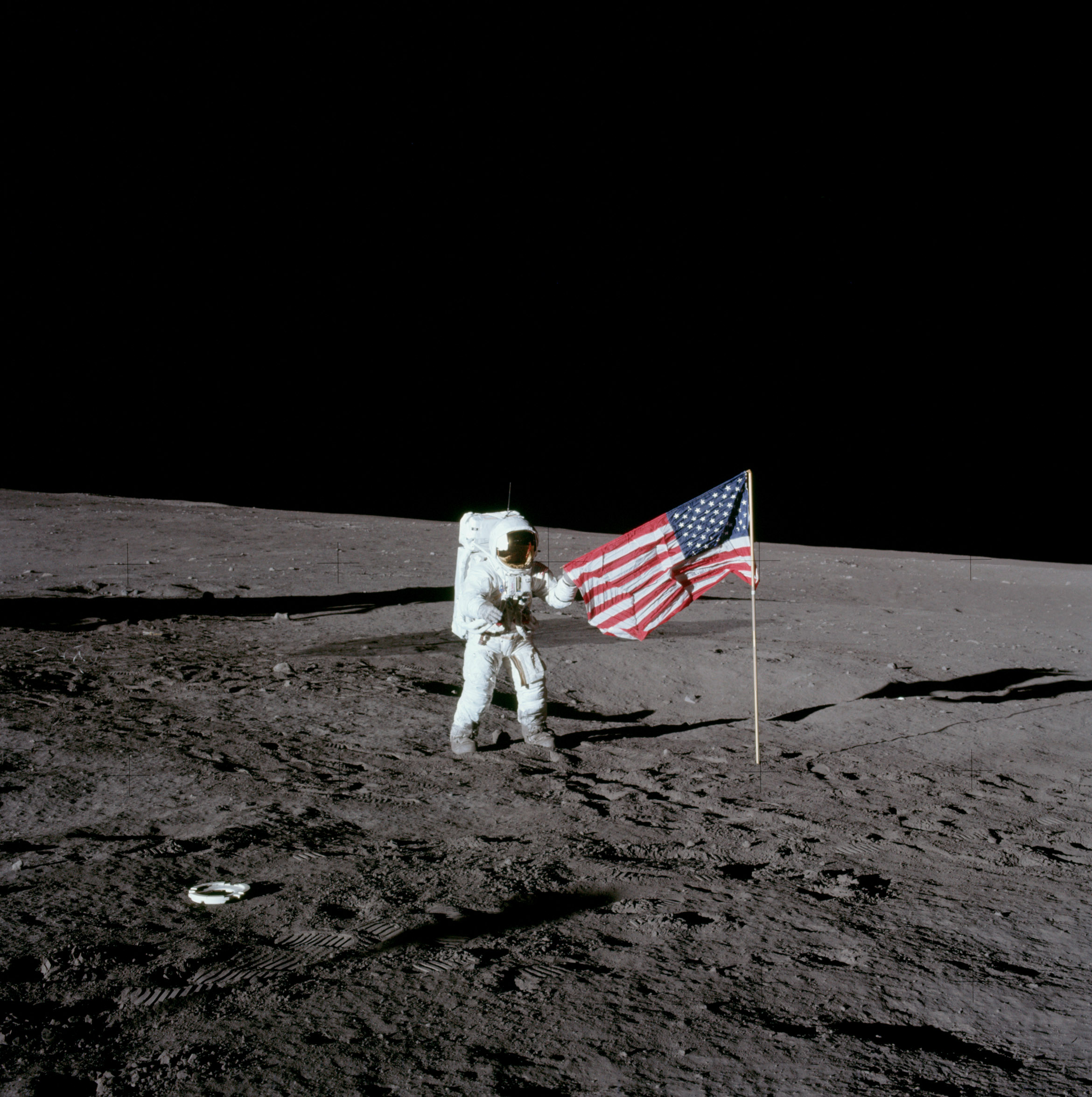
康拉德与美国国旗

宇航员接下来前往台阶陨石坑和夏普－阿波罗陨石坑，经过光环陨石坑后抵达测量员三号探测器着陆的测量员陨石坑。为防探测器倾倒伤人，两人靠近测量员三号时很小心，从远离探测器的位置入坑，沿边缘走进后才发现落足点稳固，探测器稳定。宇航员取下测量员三号的电视摄像头、镜头记录的月岩等众多样本。两人为各自的哈苏相机装有自动定时器，而且带上月表前没有知会任务控制中心，打算与测量员三号来个自拍，但可以拍照时手工工具包装满样本，根本找不到相机。返回登月舱附近前，康拉德与宾还前往测量员陨石坑内的布洛克陨石坑。第二次月球漫步共持续3小时49分15秒，两人行进1300米。康拉德和宾在两次舱外活动时最远距登月舱410米，共收集33.45公斤样本。

### 月球轨道上的单人活动

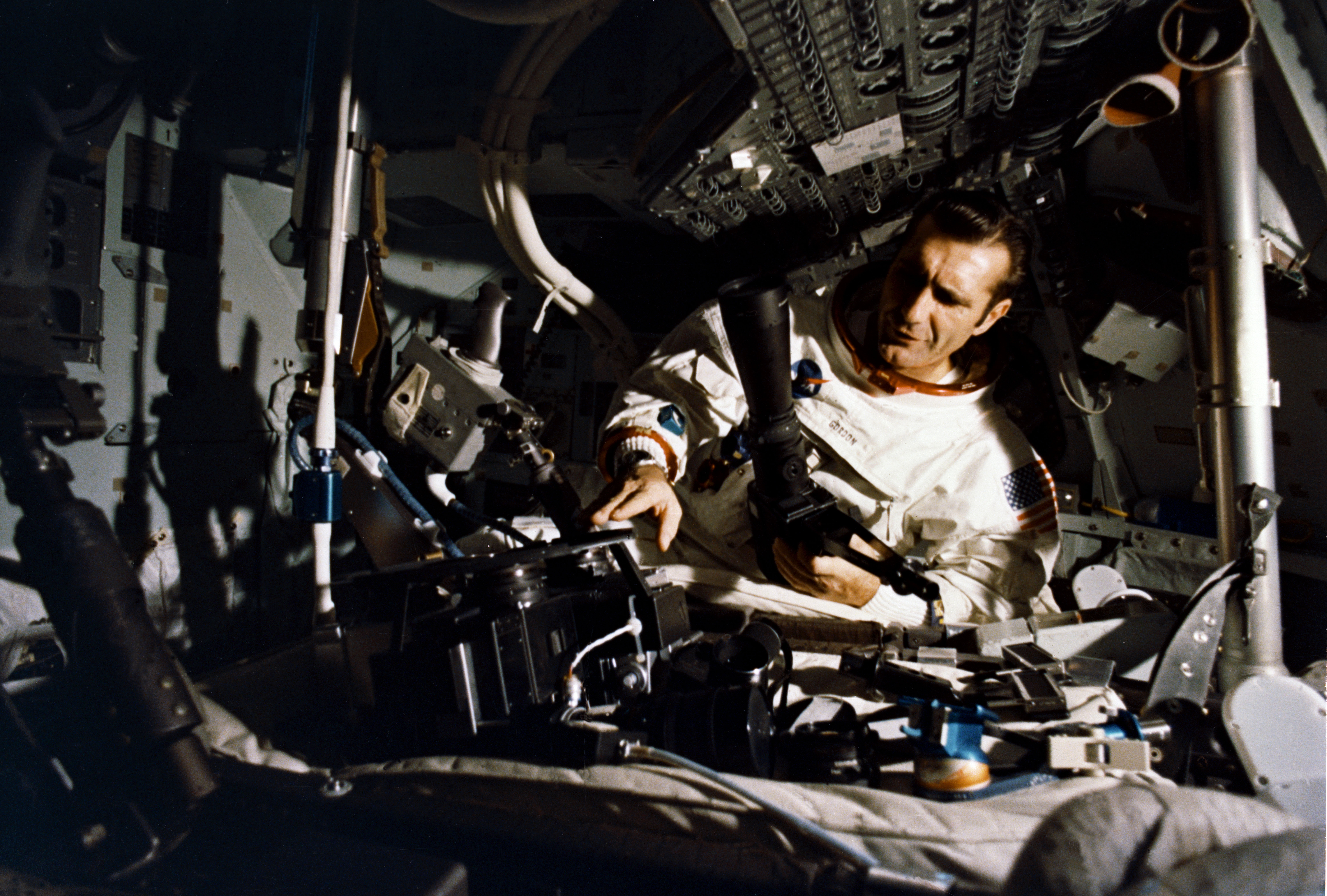
戈尔登在指令舱模拟器训练

登月舱分离后任务控制中心专注登月任务，戈尔登留在服务与指令舱绕月飞行。指令长和登月舱驾驶员着陆后戈尔登出声祝贺，并在航天器绕月下一圈时看到月表的登月舱和测量员3号，把位置转告休斯顿。康拉德与宾第一次舱外活动期间，戈尔登计划以异面变轨机动点火改变服务与指令舱轨道，补偿月球自转。但指令长和登月驾驶员都在用同样的通信线路与休斯顿联络，戈尔登无法及时与地面通讯，故直到两名宇航员返回登月舱才点火。此次机动确保登月舱从月表起飞后能在适当位置同服务与指定舱会合。
独自绕月飞行期间，戈尔登用四台哈苏相机排成环状，镜头对准登月舱某扇窗户开展月球多光谱摄影实验。每个相机的滤色器不同，同时拍摄照片能揭示不同光學頻譜的月表地形外观，分析这些照片可能发现肉眼或普遍彩色胶片无法感知的颜色，取得人类不大可能很快到访的位置信息。实验研究地点包括未来阿波罗任务潜在着陆点。

### 返回

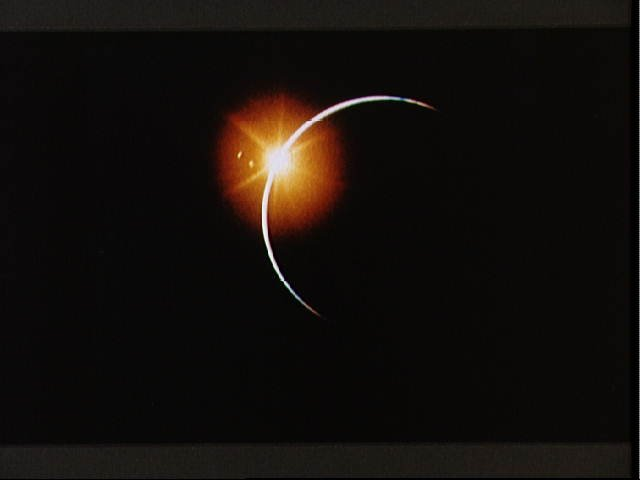
阿波罗12号看到的日食

协调世界时1969年11月20日14時25分47秒，任务时间143小时3分47.78秒，“无畏号”登月舱从月表起飞，经过几轮位置调整在三个半小时后对接服务与指令舱。任务时间147小时59分31.6秒，宇航员抛弃登月舱上升段，服务与指令舱不久后离开。登月舱经地面控制点火耗尽推进剂，舱体撞击位置距着陆点72公里。宇航员留在月表的地震仪记录的振动持续一个多小时。
宇航员在绕月轨道继续逗留一天拍摄月表照片，其中包括未来阿波罗任务的预选着陆点。航天器在任务时间159小时4分45.47秒再次异面变轨机动，点火并保持19.25秒。
任务时间172小时27分16.81秒，服务与指令舱点火并持续130.32秒，“洋基快艇号”进入月地转移轨道，途中两次短时点火校正航线。宇航员在此期间最后一次电视广播，回答媒体提问。返地期间休息时间充足，宇航员还拍下地球遮挡形成的日食照片，宾觉得这是任务期间最壮观的风景。

### 溅落
世界时1969年11月24日20点58分，“洋基快艇号”溅落太平洋，巨大的冲击力令相机脱落砸中宾前额。登上大黄蜂号航空母舰后，宇航员进入移动隔离设施，月岩样板和测量员3号零件先行送往休斯顿月球物质回收和回归宇航员检疫实验所。航母停靠夏威夷后，移动隔离设施卸船并在11月29日空运到休斯顿附近的艾灵顿空军基地，随后送往月球物质回收和回归宇航员检疫实验所，宇航员直到12月10日才解除隔离。

## 任务徽章
三名宇航员随阿波罗12号起飞时都是美国海军中校，任务徽章反映他们的海军出身，主体是代表“洋基快艇号”指令舱的飞剪式帆船抵达月球。船上有美国国旗，船后跟着长长的火焰。图案外以宽阔的金色圆环围绕，最外侧是蓝色细环，金色圆环上以相同的蓝色书写任务名称“APOLLO XII”（“阿波罗12号”）和宇航员姓氏。蓝色与金色正是美国海军传统色。徽章上共有四颗恒星，三颗代表宇航员，第四颗代表死于事故的威廉姆斯。第四颗星源于宾的提议，正是他取代威廉姆斯的位置。
三名宇航员设计徽章时得到航空航天局承包商雇员协助，上面显示的月表包含任务实际着陆点，设计时参考工程师拍摄的月球仪照片。飞剪式帆船参考的图片由宾提供。

## 影响和航天器位置

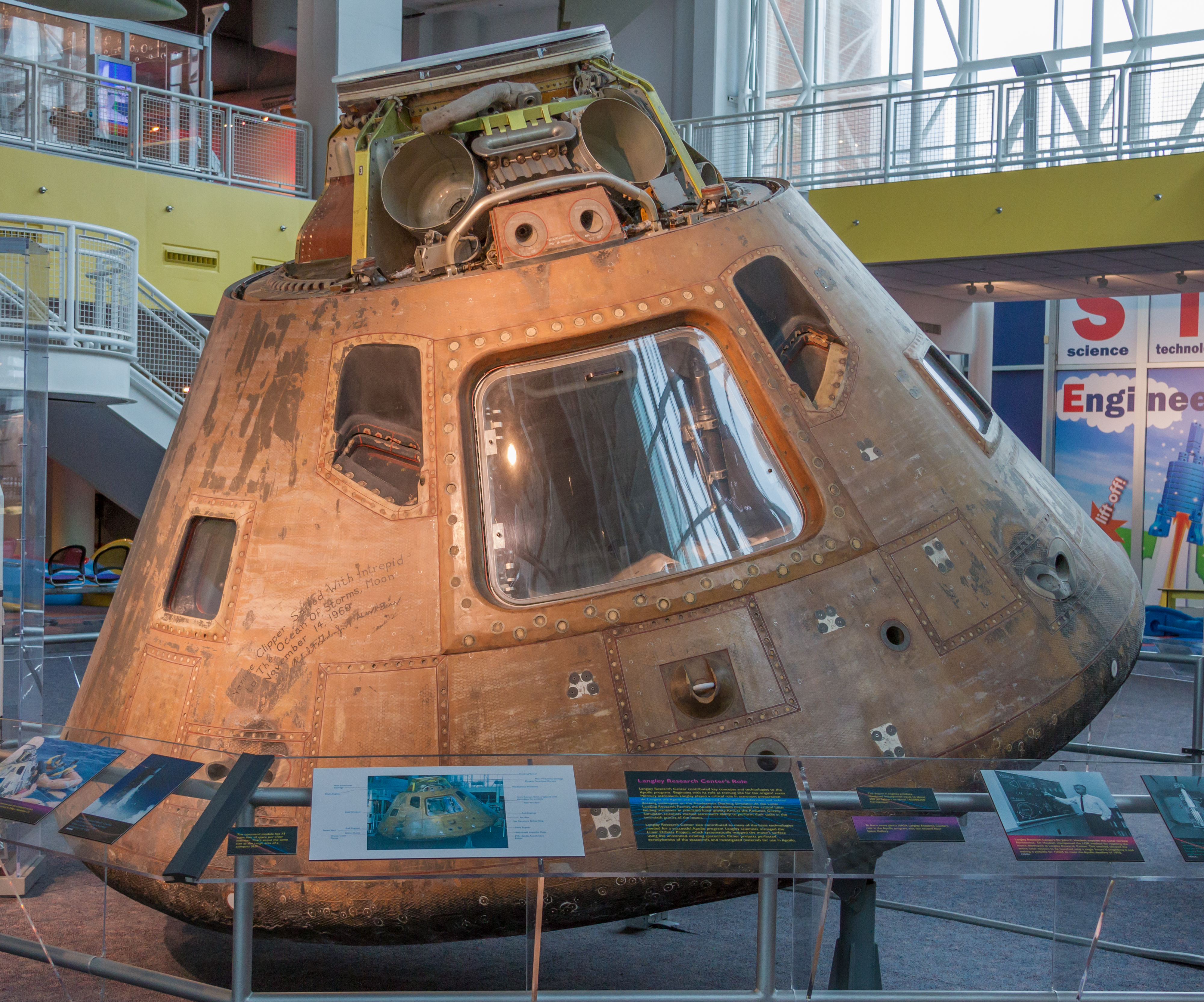
阿波罗12号指令舱“洋基快艇号”在弗吉尼亚州汉普顿弗吉尼亚航空航天中心展示

任务结束后，康拉德敦促队友一起加入天空实验室计划，认为这样最有望重返太空。宾接受建议随康拉德任指令长的第一次载人任务天空實驗室2號飞向空间站，后当上天空实验室3号指令长。希望踏上月球的戈尔登留在阿波罗计划，后任阿波罗15号替补指令长。如果阿波罗18号任务没有取消，他很可能任指令长。但事与愿违，戈尔登再也没有飞上太空。
阿波罗12号指令舱“洋基快艇号”在弗吉尼亚州汉普顿弗吉尼亚航空航天中心展示。任务控制中心远程点火太空船抛弃的服务舱，希望舱体越过大气层进入高远地点轨道，但追踪数据不足以确认结果，估计服务舱很可能早在指令舱再入时就被大气烧毁。S-IVB三级火箭现在太阳轨道，偶尔受地球影响。
“无畏号”登月舱上升段于协调世界时1969年11月20日22時17分17.7秒撞击月球，撞击点位于3°56′S 21°12′W / 3.94°S 21.20°W。月球勘测轨道飞行器2009年拍下阿波罗12号着陆点照片，可以看到登月舱下降段、阿波罗月面实验装置、测量员3号探测器，甚至宇航员的脚印。2011年，月球勘测轨道飞行器以更低的飞行高度再度经过阿波罗12号着陆点，拍下分辨率更高的照片。

## 脚注
1. 1 2  Orloff & Harland 2006，第331頁.
2. 1 2  Orloff & Harland 2006，第573頁.
3. 1 2 3 4 5 6 7  Mission Report，第5-1–5-5頁.
4. ↑  Orloff & Harland 2006，第584頁.
5. ↑  Mission Report，第A-9頁.
6. 1 2  Orloff & Harland 2006，第327頁.
7. ↑  Press Kit，第75–78頁.
8. ↑  Brooks, Grimwood, & Swenson 1979, Chapter 11.3: "Selecting and training crews" （页面存档备份，存于）
9. ↑  Chaikin 1998，第246–248頁.
10. ↑  Press Kit，第79頁.
11. ↑  Orloff & Harland 2006，第223–224頁.
12. ↑  Orloff & Harland 2006，第327–328, 426頁.
13. ↑  Slayton & Cassutt 1994，第184頁.
14. ↑  Hersch 2009.
15. ↑  Brooks, Grimwood, & Swenson 1979，第261頁.
16. ↑  Orloff & Harland 2006，第614頁.
17. ↑  Orloff & Harland 2006，第566頁.
18. ↑  Williams 2012.
19. ↑  Orloff & Harland 2006，第577頁.
20. ↑  Phinney 2015，第83–84頁.
21. ↑  Phinney 2015，第84頁.
22. ↑  Harland 2011，第18頁.
23. 1 2  Press Kit，第73頁.
24. ↑  Harland 2011，第77頁.
25. ↑  Jones 2006.
26. ↑  Harland 2011，第12, 17頁.
27. ↑  Phinney 2015，第101–106頁.
28. ↑  Phinney 2015，第151頁.
29. ↑  Phinney 2015，第90頁.
30. 1 2  Orloff & Harland 2006，第330頁.
31. ↑  Mission Report，第9–1頁.
32. 1 2 3  Mission Report，第A–1頁.
33. ↑  Press Kit，第50頁.
34. ↑  Orloff & Harland 2006，第585頁.
35. ↑  Chodas & Chesley 2002.
36. ↑  Jorgensen et al. 2003，第981頁.
37. ↑  Orloff & Harland 2006，第340–341頁.
38. ↑  Press Kit，第53頁.
39. ↑  Orloff & Harland 2006，第328頁.
40. ↑  NYT19691115.
41. ↑  Harland 2011，第12頁.
42. 1 2  Press Kit，第57頁.
43. ↑  Harland 2011，第150頁.
44. ↑  Press Kit，第63頁.
45. ↑  Mission Report，第A–2頁.
46. 1 2 3  Talcott 2019.
47. ↑  Harland 2011，第265–266頁.
48. ↑  AAN19660317.
49. ↑  Harland 2011，第279頁.
50. ↑  Press Kit，第30–36頁.
51. ↑  Press Kit，第42頁.
52. ↑  Press Kit，第40頁.
53. ↑  Mission Report，第A-5頁.
54. ↑  Press Kit，第33–34頁.
55. ↑  Cass 2005.
56. 1 2  Orloff & Harland 2006，第601–602頁.
57. ↑  Harland 2011，第325頁.
58. 1 2  Lattimer 1985，第74頁.
59. ↑  Harland 2011，第91頁.
60. ↑  Orloff & Harland 2006，第329頁.
61. ↑  Press Kit，第10頁.
62. ↑  Launch Weather.
63. ↑  Orloff & Harland 2006，第329–330頁.
64. ↑  Harland 2011，第28, 30, 81頁.
65. ↑  Orloff & Harland 2006，第329–331頁.
66. 1 2 3  Woods & Waugh 2020.
67. ↑  Harland 2011，第105–107頁.
68. ↑  Kranz & Covington 1971.
69. ↑  Chaikin 1998，第238頁.
70. ↑  Harland 2011，第107–109頁.
71. ↑  Chaikin 1998，第240–241頁.
72. ↑  Chaikin 1998，第241頁.
73. 1 2  Orloff & Harland 2006，第338頁.
74. ↑  Orloff & Harland 2006，第333頁.
75. ↑  Day 1, part 3: Transposition, Docking and Extraction.
76. ↑  Harland 2011，第141頁.
77. ↑  Orloff & Harland 2006，第333–334頁.
78. ↑  Harland 2011，第154頁.
79. 1 2  Orloff & Harland 2006，第334頁.
80. ↑  Harland 2011，第200頁.
81. ↑  Chaikin 1998，第254–260頁.
82. ↑  Orloff & Harland 2006，第334–335頁.
83. ↑  Second Lunar Landing.
84. ↑  Apollo landing sites.
85. ↑  Immer et al. 2011，第1089–1102頁.
86. ↑  Chaikin 1998，第261–262頁.
87. ↑  Chaikin 1998，第261–262, 627頁.
88. ↑  Jones 2017.
89. ↑  Chaikin 1998，第264頁.
90. 1 2  Orloff & Harland 2006，第335頁.
91. ↑  Mission Report，第9-12–9-14頁.
92. ↑  Phinney 2015，第106頁.
93. ↑  Chaikin 1998，第272–274頁.
94. ↑  Harland 2011，第339頁.
95. ↑  Chaikin 1998，第277–279頁.
96. ↑  Mission Report，第3-26頁.
97. ↑  Orloff & Harland 2006，第336頁.
98. ↑  Yankee Clipper Rev 14 to 24.
99. ↑  Chaikin 1998，第269頁.
100. ↑  Press Kit，第43頁.
101. ↑  Mission Report，第9-26頁.
102. 1 2  Orloff & Harland 2006，第358頁.
103. ↑  A12.
104. ↑  Orloff & Harland 2006，第336–337頁.
105. ↑  Chaikin 1998，第282頁.
106. ↑  NYT19691128.
107. ↑  Orloff & Harland 2006，第338–339頁.
108. ↑  50 years ago.
109. ↑  Lattimer 1985，第72–74頁.
110. ↑  Lattimer 1985，第73頁.
111. ↑  Chaikin 1998，第283–284, 555, 580頁.
112. ↑  Chaikin 1998，第283–284, 400–401, 589頁.
113. ↑  Location of Apollo Command Modules.
114. ↑  Mission Report，第5-12頁.
115. ↑  Adler 2020.
116. ↑  Orloff & Harland 2006，第576頁.
117. ↑  Garner 2009.
118. ↑  Neal-Jones, Zubritsky & Cole 2011.

### 美国国家航空航天局报告
- 《阿波罗12号初步科学报告》 （页面存档备份，存于），PDF格式，1970年，代号NASA SP-235
- 《阿波罗12号雷击事故分析》，PDF格式，1970年2月
- 《阿波罗12号带回的测量员3号材料与照片分析》 （页面存档备份，存于），PDF格式，1972年
- 《检视“测量员3号》月表取样器 （页面存档备份，存于），PDF格式，1971年
- 琳达·纽曼·埃泽尔著，美国国家航空航天局历史系列，《美国国家航空航天局历史数据手册：第三卷：1969至1978年计划和项目》：《2-40表格：阿波罗12号特征》 （页面存档备份，存于）
- 《阿波罗太空船年表》 （页面存档备份，存于），编号NASA SP-4009
- 《阿波罗计划总结报告》 （页面存档备份，存于），PDF格式，编号JSC-09423，1975年4月

### 多媒体
- 互联网档案馆：美国国家航空航天局纪录片《阿波罗12号：为科学精确定位》免费下载
- YouTube：《阿波罗12号：为科学精确定位》 （页面存档备份，存于）
- 《阿波罗12号：伯尼·斯克里文纳录音带》 （页面存档备份，存于），阿波罗12号飞行日志录音
- 《生活》杂志血斧幻灯片展示：《阿波罗12号：前往与归来》
- 1969至2019年11月20日，50周年纪念：《阿波罗12号：漫画》 （页面存档备份，存于）
- 阿波罗12号任务徽章 （页面存档备份，存于）